# Marcipa flavealis
Marcipa flavealis là một loài bướm đêm trong họ Erebidae.